# إدموند فاغنر
إدموند فاغنر (بالألمانية: Edmund Wagner)‏ هو عسكري ألماني، ولد في 5 ديسمبر 1914 في نويهآوزل في ألمانيا، وتوفي في 13 نوفمبر 1941 في روسيا بسبب قتل في المعركة.